# Giuseppe De Dominici
Giuseppe De Dominici (Rossa, 1758 – 1840) è stato un pittore e miniaturista italiano.

## Biografia
Giuseppe De Dominici nacque a Rossa, nel Regno di Sardegna. Il borgo di Rossa si trova in Valsesia, valle nella quale negli stessi anni nacque Giuseppe Gaudenzio Mazzola, anch'egli pittore.
Divenne celebre a partire dal 1790 come miniaturista, realizzando a Torino numerosi ritratti di appartenenti a Casa Savoia. Successivamente dovette abbandonare le miniature, a causa dell'indebolirsi della vista, dedicandosi solamente alla pittura. In età matura, con la sola attività di pittore, eseguì tele presso molte chiese della Valsesia, in particolare a Vocca, Rossa, Boccioleto, Cervatto e Rimella.
Morì nel 1840 all'età di 82 anni. Parte sostanziale delle sue opere sono conservate presso il Palazzo dei Musei di Varallo.

## Opere
- Il Duca e la Duchessa del Chiablese, 1798, conservato presso il Castello ducale di Agliè
- Ritratto di Maria Cristina di Savoia, conservato presso la Società d'Incoraggiamento di Varallo
- Ritratto di Carlo Alberto di Savoia, conservato presso la Pinacoteca civica di Varallo
- Affreschi del coro nella Chiesa di San Michele Arcangelo, Rimella